# Жук Андрій Сергійович
Андрі́й Сергі́йович Жук (3 травня 1984, Запоріжжя — 27 травня 2016, Богданівка, Волноваський район, Донецька область) — український військовик, майор Збройних сил України, командир 3-го батальйону 72 ОМБр. Учасник війни на сході України. Позивний «Мауглі». Герой України (посмертно).

## Життєпис
Виріс у селі Кам'янка Городоцького району на Хмельниччині. Батьки розійшлись, коли Андрію було 3 роки, тож його із сестрою виховувала мама. З 1990 по 1999 рік навчався у Кам'янській школі, далі продовжив навчання у Сатанівській ЗОШ І—ІІІ ступенів. 2005 року закінчив Національну академію Державної прикордонної служби України імені Богдана Хмельницького.
Після закінчення академії за розподілом потрапив на Закарпаття, де був призначений начальником прикордонної застави Західного регіонального управління ДПСУ, де служив до 2010 року. На своїй посаді Андрій одразу ж стикнувся з корупцією, намагався боротися, отримував погрози, урешті-решт звільнився. Переїхав до дядька в Одесу і пішов працювати. У 2013—2014 роках Андрій — командир взводу охорони роти Регіонального центру радіоелектронної розвідки «Південь» Сухопутних військ ЗСУ. Після трагічних травневих подій у 2014 році пішов добровольцем на фронт.
Андрій Жук служив у 3-му батальйоні 72-ї окремої гвардійської механізованої бригади з серпня 2014 року, на посадах командира взводу, командира роти, начальника штабу батальйону, командира батальйону. Брав участь у боях під Старобешевим, Петрівським, Старогнатівкою, в секторі «М» у Волноваському районі, проявив себе як сильний, мужній та рішучий командир, якого поважали і якому довіряли. Був представлений командуванням бригади до нагородження орденом Богдана Хмельницького. Мав бажання й надалі служити в армії та навчатись, планував вступити у Національний університет оборони України імені Івана Черняховського.
У зоні відповідальності 3-го батальйону була 20-кілометрова частина лінії оборони у Волноваському районі на Донеччині.
Увечері 27 травня 2016 року бійці батальйону помітили біля лісопосадки поблизу села Богданівка ворожу диверсійно-розвідувальну групу, про що доповіли на командний пункт. Комбат Жук з двома військовослужбовцями виїхав на автомобілі ГАЗ-66 на допомогу. Оберігаючи менш досвідчених бійців комбат сам пішов уперед для розвідки місця просування ДРГ. Але за цей час диверсанти вже підійшли близько й влаштували засідку. Автоматною чергою противника було поранено трьох українських військовослужбовців, бійці батальйону відкрили вогонь у відповідь, сусідні підрозділи надали вогневу підтримку, ДРГ відійшла. Андрій дістав шість кульових поранень, одне з яких виявилось смертельним, він помер під час евакуації до шпиталю. Надалі зав'язався бій, що тривав кілька годин, відхід своєї ДРГ противник прикривав мінометами та артилерією, а також використав установку «Град».
«Для комбата Жука це було абсолютно природною поведінкою. Він завжди ішов попереду свого підрозділу, як найдосвідченіший. Йому, знаєте, чому довіряли? До нього все порядне тягнулось. Навколо нього завжди творилась команда морально здорових і духовно сильних людей. Ніколи не вибивав собі які-небудь привілеї. Їв із солдатами. Вів спартанський спосіб життя. Ділився всім, що було у нього. Комбат не переносив ніякого „підхалімства“. Він сам ніколи не пробував нікому угодити, та й іншим не дозволяв цього по відношенню до себе», — говорять його друзі і колеги.
29 травня з Андрієм Жуком попрощалися у Києві на вулиці Інститутський, наступного дня його з військовими почестями поховали у Хмельницькому на Алеї Героїв кладовища Ракове.
За виявлені мужність і героїзм капітану Андрію Жуку, який загинув на сході України, присвоєно чергове військове звання майора посмертно.
Залишилися мати й сестра.

## Нагороди та відзнаки
- Звання Герой України з удостоєнням ордена «Золота Зірка» (4 грудня 2019, посмертно) — за виняткову мужність і героїзм, виявлені у захисті державного суверенітету та територіальної цілісності України, вірність військовій присязі.[2]
- Орден Богдана Хмельницького I ст. (3 червня 2016, посмертно) — за особисту мужність і високий професіоналізм, виявлені у захисті державного суверенітету та територіальної цілісності України, самовіддане служіння Українському народові.[3][4]

## Вшанування пам'яті
13 жовтня 2016 року в Кам'янській ЗОШ І—ІІ ст., де навчався Андрій Жук, відкрито меморіальну дошку.